# Ultrå, Skjollsta och Hanaberg
Ultrå, Skjollsta och Hanaberg var 1990 en av SCB avgränsad och namnsatt småort i Stigsjö socken, Härnösands kommun. Den omfattade bebyggelse i byarna Ultrå, Skjollsta och Hanaberg belägna längs med länsväg Y718. 1995 hade småorten upplösts och sedan dess existerar ingen bebyggelseenhet med detta namn.
Enligt uppgift ska Stigsjö kyrka tidigare ha legat i Ultrå